# Ansökningar om olympiska sommarspelen 2008
Inför de olympiska sommarspelen 2008 var det fem städer som fanns kvar som slutliga kandidater inför IOKs 112:e session som ägde rum i Moskva den 13 juli 2001. Vid den första omröstningen försvann Osaka som kandidat och vid den andra omröstningen fick Peking en absolut majoritet av rösterna.
| Stad     | Land      | Omröstning 1 | Omröstning 2 |
| Peking   | Kina      | 44           | 56           |
| Toronto  | Kanada    | 20           | 22           |
| Paris    | Frankrike | 15           | 18           |
| Istanbul | Turkiet   | 17           | 9            |
| Osaka    | Japan     | 6            | —            |